# اسماعیل فصیح
اسماعیل فصیح (۲ اسفند ۱۳۱۳ در تهران - ۲۵ تیر ۱۳۸۸ در تهران) داستان‌نویس و مترجم ایرانی بود. آثارِ فصیح در دهه‌های ۱۳۶۰ و ۱۳۷۰ از پرفروش‌ترین داستان‌های زبانِ فارسی بود. رمان‌های دل کور، لاله برافروخت، شراب خام، داستان جاوید، زمستان ۶۲، ثریا در اغما و درد سیاوش از مهم‌ترین آثار او به‌شمار می‌روند.

## زندگی

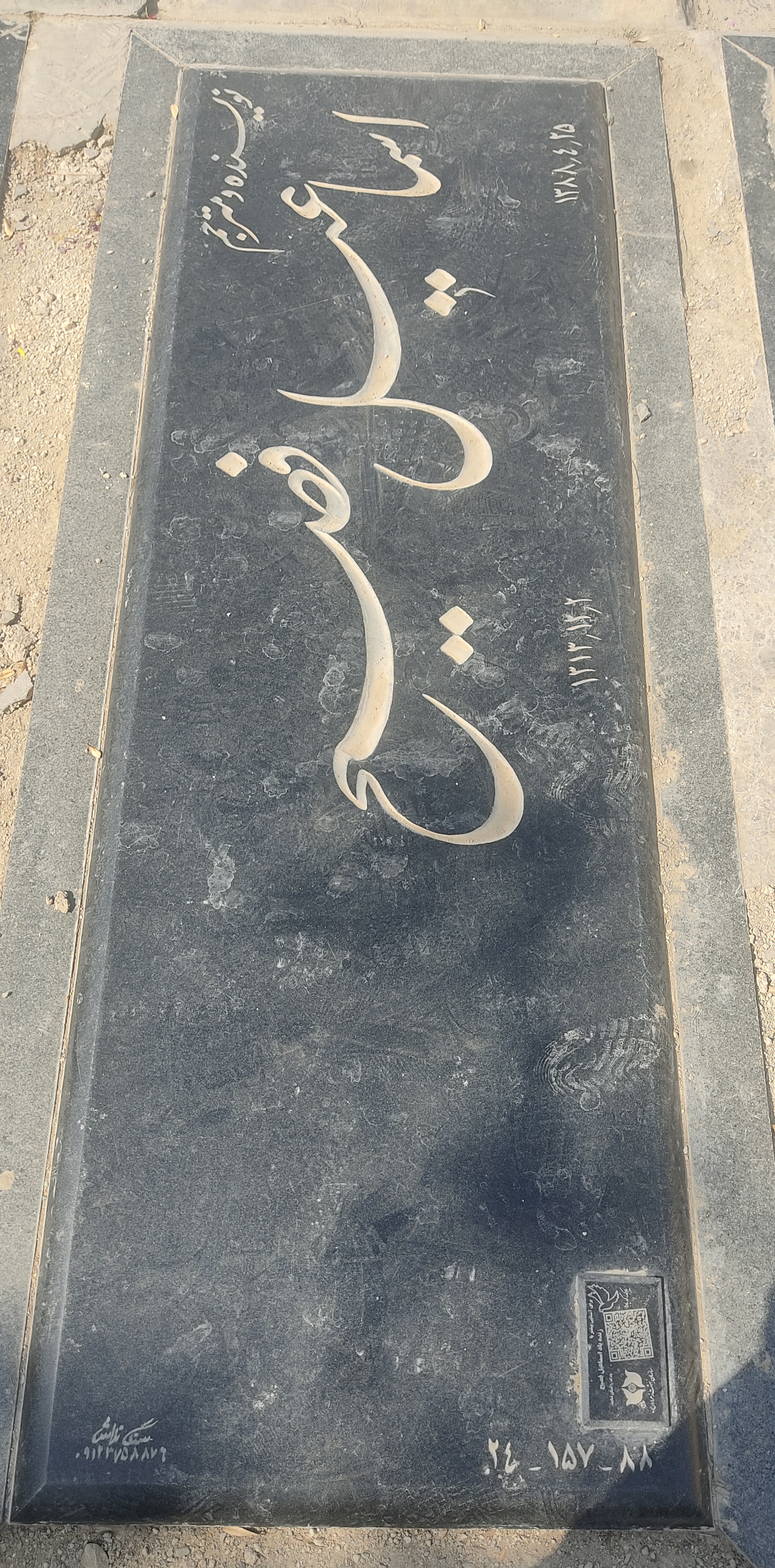
قبر اسماعیل فصیح در قطعه هنرمندان بهشت زهرا

اسماعیل فصیح در ۲ اسفند ۱۳۱۳ در محله درخونگاه تهران به دنیا آمد. پدرش ارباب حسن در چهارراه گلوبندک کاسب بود. اسماعیل در دو سالگی پدر را از دست داد و یتیم شد. فصیح از مهر ماه ۱۳۲۰، یعنی در شش سالگی و همزمان با شروع حملهٔ متفقین در جنگ جهانی دوم به ایران، به مدرسه ابتدایی عنصری رفت و دوران تحصیلات متوسطه خود را از پاییز سال ۱۳۲۶ در دبیرستان رهنما آغاز و در سال ۱۳۳۲ با دیپلم طبیعی پایان داد.
در آغاز تابستان ۱۳۳۵ فصیح پس از چند سال کار و تدریس و پس‌انداز، درخونگاهِ ایران را ترک کرد و از راه استانبول و پاریس به آمریکا پرواز کرد و در شهر بووزمن، مونتانا به تحصیل ادامه داد و لیسانس شیمی گرفت. پس از اتمام درس به سانفرانسیسکو نقل مکان کرد. در سانفرانسیسکو با دختری نروژی به نام آنابل کمبل ازدواج کرد. همسرش هنگام زایمان در بیمارستان، همراه با نوزادی که در شکم داشت درگذشت.
فصیح پس از یک سال کار کردن به مونتانا بازگشت و از دانشگاه میزولا مونتانا مدرک ادبیات انگلیسی گرفت.
همان‌جا بود که ارنست همینگوی را دید و با او گپی دوستانه و کوتاه زد. سپس به دانشگاه میشیگان رفت؛ اما به دلایلی مقطع کارشناسی ارشد را نیمه‌کاره رها کرد و به تهران بازگشت.

پس از بازگشت به ایران، چند ماهی را در مؤسسه انتشاراتی فرانکلین به عنوان مترجم کار کرد؛ سپس با معرفی‌نامه صادق چوبک در سال ۱۳۴۲ در شرکت ملی نفت ایران در مناطق نفت‌خیز جنوب به‌عنوان کارمند بخش آموزش، مشغول به کار شد. در سال ۱۳۵۹ با شروع جنگ ایران و عراق و بسته شدن دانشکده نفت آبادان، در ۴۷ سالگی و با سمت استادیار زبان انگلیسی بازنشسته شد. فصیح در مجموع به مدت ۱۹ سال در این شرکت به خدمت مشغول بود.
فصیح از آن به بعد به دلیل تخریب منزل مسکونی‌اش در آبادان به تهران مهاجرت کرد. او گهگاه در بخش برنامه‌های آموزشی زبان تخصصی و گزارش‌نویسی صنعت نفت خدمت می‌کرد.
اسماعیل فصیح در ۲۵ تیر ۱۳۸۸ در بیمارستان شرکت نفت تهران به دلیل مشکل عروق مغزی درگذشت.

### دیدارِ ارنست همینگوی
«کلاس من از اول فوریه شروع شد. بیشتر درس‌ها دربارهٔ ادبیات جهان بود، با دو درس خاص دربارهٔ کارهای ارنست همینگوی. استادان به کارهای او بیشتر از کارهای دیگر نویسندگان آمریکا و اروپا توجه می‌کردند. ماه‌ها بود که استادان ادبیات دانشگاه و دانشجویان علاقه‌مند از ارنست همینگوی، که همان نزدیکی‌ها زندگی می‌کرد، دعوت کرده بودند روزی به دانشگاه بیاید و دربارهٔ زندگی و نوشته‌های خود برایشان سخنرانی کند. همینگوی این دعوت را عقب انداخته و گفته بود حال و حوصله و توانش را ندارد. سرانجام در ماه آوریل جواب مثبت داد و قرار شد روز یکشنبه بیست و سوم آوریل، ساعت ده صبح، سخنرانی‌اش را انجام دهد.
آن روز من و آنابل صبح زود به دانشگاه رفتیم تا جای خوبی در سالن پیدا کنیم. نشان به آن نشانی که همینگوی تا ساعت یازده پیدایش نشد. سرانجام خبر رسید که وارد محوطهٔ دانشگاه شده. لباس اسپورت با شلوارک شکاری و پیراهن نیم‌تنهٔ ورزشی به تن داشت. او که در آن زمان شصت‌ساله بود، به سالن اجتماعات نیامد. روی صندلی‌ای وسط چمن باغ بزرگ نشست و رئیس دانشگاه استادان هم حریفش نشدند.
همهٔ حاضران، استادان و دانشجویان به‌صورت نیم‌دایره جلویش نشستند. من و آنابل در اولین ردیف جا گرفتیم. همینگوی همین که منتظر بود همه سر جاهایشان بنشینند، مدام عصایش را از این دست به آن دست می‌کرد و به من خیره شده بود. لابد چون مثل بقیهٔ پسرها موبور و چشم‌آبی نبودم. با صدایی ظریف و کمی زنانه پرسید: «شما کجایی هستید؟»
حتماً فکر کرده بود من با آن خوش‌پوشی و پوست سبزه اهل آمریکای لاتین هستم. با لهجهٔ آمریکایی گفتم «آیرَن»، که البته دو معنی داشت: یکی «ایران» و یکی «من دویدم». با خنده سرش را بالا گرفت و پرسید: «تمام راه را؟ از آسیا تا آمریکا؟»
گفتم: نه، آقا! با اتوبوس و قطار و هواپیما.»
«چه می‌خوانید؟»
«زبان و ادبیات انگلیسی. من در تهران کتاب پیرمرد و دریا را خوانده‌ام. در جهان کم‌نظیر است. بهترین رمانی است که تا کنون نوشته شده.»
«این‌طور فکر می‌کنید؟»
«اثر ادبی جاودانه‌ای است و کاملاً نمادین، زیرا وقتی مرد در دریای زندگی بزرگ‌ترین ماهی عمرش را گرفت و آن را با قایق به ساحل کشاند، کوسه‌های خونخوار از آن جز اسکلتی باقی نگذاشته بودند.»
با خنده‌ای کم‌حوصله یک انگشتش را به طرف من دراز کرد و پس از مکث کوتاهی فقط گفت «Right». همه دست زدند. آنابل برگشت و با عشق و تحسین به من نگاه کرد. فکری در سرم می‌چرخید. نمی‌دانستم ارنست همینگوی به من گفته «Right» یعنی درست است، یا «Write» یعنی بنویس.
روزی شگفت‌انگیز و نازنین از آب درآمد. تنها باری بود که او را، که در هشتاد کیلومتری‌ام زندگی می‌کرد، دیدم. دفعهٔ بعدی وجود نداشت. یک ماه بعد شنیدم که با شلیک گلوله‌ای در دهانش خود را کشته است.»

## آثار
اولین رمان فصیح به نام شراب خام در سال ۱۳۴۷ در انتشارات فرانکلین و زیر نظر نجف دریابندری و ویراستاری بهمن فرسی منتشر شد. مجموعه داستان خاک آشنا در سال ۱۳۴۹ توسط انتشارات صفی‌علی‌شاه و رمان دل کور در سال ۱۳۵۱ توسط انتشارات رز منتشر شد.
سبک ساده و طنزآلود اسماعیل فصیح سبب شده که آثاری گیرا، پرکشش و عموماً پرمخاطب خلق کند.
اسماعیل فصیح از نخستین نویسندگان ایرانی است که طبقه متوسط شهری و مناسبات شهری را وارد رمان فارسی کردند. او همچنین از نخستین نویسندگانی است که ــ در کتاب زمستان ۶۲ ــ به مسئله جنگ ایران و عراق پرداختند.
آثار فصیح همواره مورد استقبال کتابخوانان ایران بوده است، اما معمولاً کارهایش در بین منتقدان ادبی با استقبال جدی روبه‌رو نمی‌شد. علائم و شواهد اسلام ستیزی علی رغم اعمال ممیزی های ارشاد در آثار وی مشهود است و در جای جای آثار وی شخصیت جلال آریان که چه بسا انعکاسی از درون نویسنده است اقدام به عرق خوری و باده گساری می کند . در بسیاری از آثار وی عاقبت یکی از قهرمانان داستان در تقلیدی آشکار از هدایت منجر به پوچی و خودکشی می گردد . بسیاری از داستان‌های فصیح در ارتباط مستقیم با تجربیات زندگی شخصی اوست. به گفته خودش «جلال آریان» در داستان «درد سیاوش»، شباهتی تمام با نویسنده دارد، چراکه در زندگی واقعی نویسنده هم آنابل کمبل، اولین همسر فصیح، سر زا رفت.
عشق فصیح به آنابل و جوان‌مرگی همسرش تأثیری عمیق بر او و نوشته‌هایش گذاشت.
آثار فصیح به گفته خودش از احمد محمود، محمدعلی جمال‌زاده و بزرگ علوی تأثیر پذیرفته است که خودش مستقیم به این مسئله اشاره کرده است. او همچنین علاقه زیادی به آثار صادق چوبک، فروغ فرخ‌زاد، و ارنست همینگوی داشت.

### رمان
- شراب خام (۱۳۴۷)
- دل کور (۱۳۵۱)
- داستان جاوید (۱۳۵۹)
- ثریا در اغما (۱۳۶۳) ترجمه انگلیسی در لندن (۱۹۸۵)، ترجمه عربی در قاهره (۱۹۹۷)
- درد سیاوش (۱۳۶۴)
- زمستان ۶۲ (۱۳۶۶) ترجمه آلمانی (۱۹۸۸)،
- شهباز و جغدان (۱۳۶۹)
- فرار فروهر (۱۳۷۲)
- باده کهن (۱۳۷۳)
- اسیر زمان (۱۳۷۳)
- پناه بر حافظ (۱۳۷۵)
- طشت خون (۱۳۷۶)
- بازگشت به درخونگاه (۱۳۷۷)
- کمدی تراژدی پارس (۱۳۷۷)
- لاله برافروخت (۱۳۷۷)
- نامه‌ای به دنیا (۱۳۷۹)
- در انتظار (۱۳۷۹)
- عشق و مرگ (۱۳۸۳)
- گردابی چنین حایل (۱۳۸۱)
- تلخکام (۱۳۸۶)[۱۵]

### مجموعه داستان
- خاک آشنا (۱۳۴۹)
- دیدار در هند (۱۳۵۳)
- عقد و داستان‌های دیگر (۲۵۳۷=۱۳۵۷)
- گزیده داستان‌ها (۱۳۶۶)
- نمادهای دشت مشوش (۱۳۶۹)
- کشته عشق (۱۳۷۶)

### ترجمه
- وضعیت آخر
- بازی‌ها؛ روان‌شناسی روابط انسانی اثر اریک برن
- ماندن در وضعیت آخر
- استادان داستان
- رستم‌نامه
- خودشناسی به روش یونگ
- تحلیل رفتار متقابل در روان‌درمانی
- شکسپیر «زندگی/خلاصه کل آثار/ هملت
- خواهر کوچیکه اثر ریموند چندلر[۱۶]
- جنگ اسپانیا، کوبا، آمریکا: پیدایش امپریالیسم آمریکا

## مصاحبه
اسماعیل فصیح در زندگی به گوشه‌گیری شهرت داشت اما در سالیان پایانی عمرش گفت‌وگوی مفصلی با سعید کمالی دهقان انجام داد که آن گفت‌وگو در کتاب «دوازده به‌علاوهٔ یک» که زمستان سال ۱۳۹۵ توسط نشر افق منتشر شد آمده است. «دوازده به‌علاوهٔ یک» مجموعه گفت‌وگوهای کمالی دهقان با دوازده نویسنده خارجی و یک نویسندهٔ ایرانی است. آن نویسندهٔ ایرانی فصیح است. کمالی دهقان در ابتدای این گفت‌وگو نوشته: «وقتی قرار شد چند روزی در نخستین روزهای سال ۱۳۸۶ در بیمارستان از اسماعیل فصیح مراقبت کنم، فکرش را هم نمی‌کردم که چیزهایی بشنوم از زبان خودش که سال‌های متمادی خیلی‌ها منتظر شنیدنش بودند: نا گفته‌های اسماعیل فصیح از زندگی و آثارش. به همین دلیل با آنکه نه بیمارستان مکان مناسبی بود برای گفت‌وگو و نه حال جسمی و روحی فصیح آنقدر مناسب که صحبت کند، وقتی خودش شروع کرد به تعریف کردن خاطراتش، اجازه گرفتم تا آنها را ضبط کنم.»

## نمونه نثر
بخشی از رمان شراب خام چاپ ۱۳۴۷
عمر ما هر کدام حلقه‌ای از یک زنجیر افسانه‌ای است که هرگز حساب نشده. یک ایرانی به گوشه‌ای از یک نسل یک قاره جوان درس فلسفه و عرفان می‌دهد، شاید به این دلیل ساده که یک دریانورد پرتغالی، راه هندوستان را عوضی رفت. بچه یک جوان تهرانی موقع دنیا آمدن در واشینگتن تلف می‌شود، چراکه خون یک زن نروژی مرضی از پدر معیوب خود در آنگون نروژ به ارث برده بود. دختری تبریزی در تهران آدمکش می‌شود، چراکه یک قاچاقچی در خرمشهر از دست قانون دررفت. من و ویدا یک شب عصاره گازدار تاکی را در زعفرانیه تهران خوردیم که یک تابستان زیر آفتاب شمال ونیز ایتالیا جان گرفته بود. در این فکرم که الآن عصاره روح زیبای او چشمان چه کسی را در لوس‌آنجلس سیراب می‌کند؟